# Jeux sud-américains de 1998
Navigation
1994 2002
Les Jeux sud-américains de 1998 se déroulèrent à Cuenca en Équateur entre le 21 et le 31 octobre 1998. Cette compétition fut remportée pour la sixième fois par l'Argentine.